# Grand Prix USA 2012
Grand Prix USA 2012 (oficiálně 2012 Formula 1 United States Grand Prix) se jela na okruhu Circuit of the Americas v Austinu v Texasu ve Spojených státech amerických dne 18. listopadu 2012. Závod byl devatenáctým v pořadí v sezóně 2012 šampionátu Formule 1.

## Kvalifikace
| Poř.                       | No. | Jezdec             | Konstruktér          | Časy v kvalifikaci | Časy v kvalifikaci | Časy v kvalifikaci | Pořadí na startu |
| Poř.                       | No. | Jezdec             | Konstruktér          | Q1                 | Q2                 | Q3                 | Pořadí na startu |
| -------------------------- | --- | ------------------ | -------------------- | ------------------ | ------------------ | ------------------ | ---------------- |
| 1                          | 1   | Sebastian Vettel   | Red Bull-Renault     | 1:36.558           | 1:35.796           | 1:35.657           | 1                |
| 2                          | 4   | Lewis Hamilton     | McLaren-Mercedes     | 1:37.058           | 1:36.795           | 1:35.766           | 2                |
| 3                          | 2   | Mark Webber        | Red Bull-Renault     | 1:37.215           | 1:36.298           | 1:36.174           | 3                |
| 4                          | 10  | Romain Grosjean    | Lotus-Renault        | 1:37.486           | 1:36.906           | 1:36.587           | 8                |
| 5                          | 9   | Kimi Räikkönen     | Lotus-Renault        | 1:38.051           | 1:37.404           | 1:36.708           | 4                |
| 6                          | 7   | Michael Schumacher | Mercedes             | 1:37.927           | 1:37.102           | 1:36.794           | 5                |
| 7                          | 6   | Felipe Massa       | Ferrari              | 1:37.667           | 1:36.549           | 1:36.937           | 11               |
| 8                          | 12  | Nico Hülkenberg    | Force India-Mercedes | 1:37.756           | 1:37.066           | 1:37.141           | 6                |
| 9                          | 5   | Fernando Alonso    | Ferrari              | 1:37.968           | 1:37.123           | 1:37.300           | 7                |
| 10                         | 18  | Pastor Maldonado   | Williams-Renault     | 1:37.537           | 1:37.011           | 1:37.842           | 9                |
| 11                         | 19  | Bruno Senna        | Williams-Renault     | 1:37.520           | 1:37.604           |                    | 10               |
| 12                         | 3   | Jenson Button      | McLaren-Mercedes     | 1:37.565           | 1:37.616           |                    | 12               |
| 13                         | 11  | Paul di Resta      | Force India-Mercedes | 1:38.104           | 1:37.665           |                    | 13               |
| 14                         | 17  | Jean-Éric Vergne   | Toro Rosso-Ferrari   | 1:38.434           | 1:37.879           |                    | 14               |
| 15                         | 15  | Sergio Pérez       | Sauber-Ferrari       | 1:38.500           | 1:38.206           |                    | 15               |
| 16                         | 14  | Kamui Kobajaši     | Sauber-Ferrari       | 1:38.418           | 1:38.437           |                    | 16               |
| 17                         | 8   | Nico Rosberg       | Mercedes             | 1:38.862           | 1:38.501           |                    | 17               |
| 18                         | 16  | Daniel Ricciardo   | Toro Rosso-Ferrari   | 1:39.114           |                    |                    | 18               |
| 19                         | 24  | Timo Glock         | Marussia-Cosworth    | 1:40.056           |                    |                    | 19               |
| 20                         | 25  | Charles Pic        | Marussia-Cosworth    | 1:40.664           |                    |                    | 20               |
| 21                         | 21  | Vitalij Petrov     | Caterham-Renault     | 1:40.809           |                    |                    | 21               |
| 22                         | 20  | Heikki Kovalainen  | Caterham-Renault     | 1:41.166           |                    |                    | 22               |
| 23                         | 22  | Pedro de la Rosa   | HRT-Cosworth         | 1:42.011           |                    |                    | 23               |
| 24                         | 23  | Narain Karthikeyan | HRT-Cosworth         | 1:42.740           |                    |                    | 24               |
| 107% času vítěze: 1:43.317 |     |                    |                      |                    |                    |                    |                  |
| Zdroj:                     |     |                    |                      |                    |                    |                    |                  |

Poznámky
1. 1 2  Romain Grosjean a Felipe Massa obdrželi trest posunu o 5 míst vzad za neplánovanou výměnu převodovky.

## Závod
| Poř.   | No. | Jezdec             | Konstruktér          | Počet kol | Čas/Odstoupení | Pořadí na startu | Body |
| ------ | --- | ------------------ | -------------------- | --------- | -------------- | ---------------- | ---- |
| 1      | 4   | Lewis Hamilton     | McLaren-Mercedes     | 56        | 1:35:55.269    | 2                | 25   |
| 2      | 1   | Sebastian Vettel   | Red Bull-Renault     | 56        | +0.675         | 1                | 18   |
| 3      | 5   | Fernando Alonso    | Ferrari              | 56        | +39.229        | 7                | 15   |
| 4      | 6   | Felipe Massa       | Ferrari              | 56        | +46.013        | 11               | 12   |
| 5      | 3   | Jenson Button      | McLaren-Mercedes     | 56        | +56.432        | 12               | 10   |
| 6      | 9   | Kimi Räikkönen     | Lotus-Renault        | 56        | +1:04.425      | 4                | 8    |
| 7      | 10  | Romain Grosjean    | Lotus-Renault        | 56        | +1:10.313      | 8                | 6    |
| 8      | 12  | Nico Hülkenberg    | Force India-Mercedes | 56        | +1:13.792      | 6                | 4    |
| 9      | 18  | Pastor Maldonado   | Williams-Renault     | 56        | +1:14.525      | 9                | 2    |
| 10     | 19  | Bruno Senna        | Williams-Renault     | 56        | +1:15.133      | 10               | 1    |
| 11     | 15  | Sergio Pérez       | Sauber-Ferrari       | 56        | +1:24.341      | 15               |      |
| 12     | 16  | Daniel Ricciardo   | Toro Rosso-Ferrari   | 56        | +1:24.871      | 18               |      |
| 13     | 8   | Nico Rosberg       | Mercedes             | 56        | +1:25.510      | 17               |      |
| 14     | 14  | Kamui Kobajaši     | Sauber-Ferrari       | 55        | +1 kolo        | 16               |      |
| 15     | 11  | Paul di Resta      | Force India-Mercedes | 55        | +1 kolo        | 13               |      |
| 16     | 7   | Michael Schumacher | Mercedes             | 55        | +1 kolo        | 5                |      |
| 17     | 21  | Vitalij Petrov     | Caterham-Renault     | 55        | +1 kolo        | 21               |      |
| 18     | 20  | Heikki Kovalainen  | Caterham-Renault     | 55        | +1 kolo        | 22               |      |
| 19     | 24  | Timo Glock         | Marussia-Cosworth    | 55        | +1 kolo        | 19               |      |
| 20     | 25  | Charles Pic        | Marussia-Cosworth    | 54        | +2 kola        | 20               |      |
| 21     | 22  | Pedro de la Rosa   | HRT-Cosworth         | 54        | +2 kola        | 23               |      |
| 22     | 23  | Narain Karthikeyan | HRT-Cosworth         | 54        | +2 kola        | 24               |      |
| Ret    | 2   | Mark Webber        | Red Bull-Renault     | 16        | Alternátor     | 3                |      |
| Ret    | 17  | Jean-Éric Vergne   | Toro Rosso-Ferrari   | 14        | Zavěšení       | 14               |      |
| Zdroj: |     |                    |                      |           |                |                  |      |

## Průběžné pořadí po závodě
- Tučně jsou vyznačeni jezdci a týmy se šancí získat titul v Poháru jezdců nebo konstruktérů.

Pohár jezdců
|   | Pořadí | Jezdec           | Body |
| - | ------ | ---------------- | ---- |
|   | 1      | Sebastian Vettel | 273  |
|   | 2      | Fernando Alonso  | 260  |
|   | 3      | Kimi Räikkönen   | 206  |
| 1 | 4      | Lewis Hamilton   | 190  |
| 1 | 5      | Mark Webber      | 167  |

Pohár konstruktérů
|  | Pořadí | Konstruktér      | Body |
|  | ------ | ---------------- | ---- |
|  | 1      | Red Bull-Renault | 440  |
|  | 2      | Ferrari          | 367  |
|  | 3      | McLaren-Mercedes | 353  |
|  | 4      | Lotus-Renault    | 302  |
|  | 5      | Mercedes         | 136  |